# SMS Schleswig-Holstein
Le SMS Schleswig-Holstein est l'un des cinq cuirassés pré-Dreadnought de classe Deutschland construit par la Marine impériale allemande. Mis sur cale au chantier naval Germania de Kiel en août 1905, il est mis en service trois ans plus tard, lorsqu'il intègre en juillet 1908 la flotte de haute mer allemande. Lors de sa mise en service en 1908, il est, avec l'ensemble des autres cuirassés de classe Deutschland, dépassé technologiquement par les navires de nouvelle génération connus sous le nom de « Dreadnought », tant au niveau de sa taille, de son blindage et de sa puissance de feu que de sa propulsion et sa vitesse. Le nom du navire fait référence à la province du Schleswig-Holstein.

## Histoire
Le Schleswig-Holstein a combattu lors des deux conflits mondiaux. Durant la Première Guerre mondiale, appartenant alors à la ligne de front de la IIe escadre de bataille de la flotte de haute mer, il combat à la bataille du Jutland les 31 mai et 1er juin 1916. Après la bataille, le navire est rétrogradé à des tâches de garde côtière à l'embouchure de l'Elbe, avant d'être totalement démobilisé à la fin de 1917. Sélectionné parmi les quelques bâtiments autorisés à être en possession de l'Allemagne par le Traité de Versailles, le Schleswig-Holstein est modernisé en 1925-1926, en 1930-1931 et en 1936. Il servit de navire-école pour les élèves militaires de la marine et en batterie flottante.

### Premier coup de canon de laSeconde Guerre mondiale
Le Schleswig-Holstein a tiré ce qui est considéré comme le premier coup de canon de la Seconde Guerre mondiale, lorsque, alors officiellement en « visite de courtoisie », il bombarde le dépôt d'armement polonais de Westerplatte le 1er septembre 1939. Face aux Polonais à Westerplatte, son équipage était appuyé par 225 fusiliers marins et 60 servants de DCA. Son équipage était de 907 hommes en temps normal, mais le 25 août 1939, il en comptait 1 197. C'est au large de Dantzig que le cuirassé va déclencher les hostilités en bombardant la position polonaise défendue par 182 hommes. Malgré la faiblesse de ses effectifs et le bombardement du navire allemand, la position tiendra jusqu'au 7 septembre, succombant au bout d'un treizième assaut.
Le navire est ensuite, pendant la majeure partie du conflit, utilisé comme navire d'entraînement. Il est touché par l'aviation britannique le 18 décembre 1944.
Sabordé après sa capture par les armées soviétiques, il est renfloué et cédé à l'URSS entre 1945 et 1946. Il fait une très courte carrière au sein de la Marine soviétique, avant d'être utilisé comme bateau cible pour les exercices de tir jusque dans les années 1950.

## Commandants
| 6 juillet 1908-septembre 1910       | Kapitän zur See Franz von Holleben                        |
| 15 septembre 1910-30 septembre 1913 | Kapitän zur See Friedrich Boedicker (en)                  |
| 1er octobre 1913-janvier 1916       | Kapitän zur See Hans Uthemann (de)                        |
| janvier 1916-2 mai 1917             | Kapitän zur See Eduard Varrentrapp (de)                   |
| 1er février-30 septembre 1926       | Kapitän zur See Gottfried Hansen                          |
| 1er octobre 1926-28 septembre 1928  | Kapitän zur See Wilhelm Drumann                           |
| 29 septembre 1928-25 février 1930   | Kapitän zur See Siegfried Maßmann                         |
| 26 février 1930-29 septembre 1931   | Kapitän zur See Reinhold Knobloch                         |
| 5 octobre 1931-26 septembre 1933    | Kapitän zur See Friedrich Götting (de)                    |
| 27 septembre 1933-28 février 1935   | Kapitän zur See Karlgeorg Schuster (en)                   |
| 28 février 1935-6 octobre 1935      | Kapitän zur See Conrad Patzig (de)                        |
| 7 octobre 1935-2 mai 1937           | Kapitän zur See Günther Krause                            |
| 15 mai 1937-7 juin 1938             | Kapitän zur See Hans Feldbausch (de)                      |
| 8 juin 1938-25 avril 1939           | Kapitän zur See Gustav Kieseritzky (en)                   |
| 26 avril 1939-28 août 1940          | Kapitän zur See Gustav Kleikamp                           |
| 29 août-20 septembre 1940           | Korvettenkapitän Guido Zaubzer (commandement de la garde) |
| 20 janvier 1941-avril 1941          | Fregattenkapitän Alfred Roegglen                          |
| avril 1941-mai 1941                 | Korvettenkapitän Guido Zaubzer (commandement de la garde) |
| mai 1941                            | Korvettenkapitän Hanns Rigauer                            |
| mai 1941-octobre 1941               | Kapitän zur See Walter Hennecke                           |
| octobre 1941-novembre 1941          | Korvettenkapitän Hanns Rigauer                            |
| novembre 1941-mai 1942              | Korvettenkapitän Helmut von Oechelhaeuser                 |
| mai 1942                            | Fregattenkapitän Joachim Asmus                            |
| mai 1942-31 mars 1943               | Korvettenkapitän Helmut von Oechelhaeuser                 |
| février 1944                        | Korvettenkapitän Walter Bach                              |
| février 1944-25 janvier 1945        | Fregattenkapitän Reinhold Bürycle                         |

## Sources
- (en) Cet article est partiellement ou en totalité issu de l’article de Wikipédia en anglais intitulé « SMS Schleswig-Holstein » (voir la liste des auteurs).